# Manfred Biermann
Manfred Biermann (* 22. Mai 1935 in Hannover; † 13. November 2022) war ein deutscher Betriebswirt und Politiker (CDU).

## Leben und Beruf
Manfred Biermann wurde am 22. Mai 1935 in Hannover als Sohn eines kaufmännischen Angestellten geboren. Nach dem Besuch der Wirtschaftsoberschule und dem Abitur 1955 absolvierte er zunächst eine Lehre bei einer Wirtschaftsprüfungsgesellschaft. Danach nahm er ein Studium der Betriebswirtschaftslehre an der Technischen Universität Hannover auf, das er 1959 an der Universität Hamburg mit der Prüfung zum Diplom-Kaufmann abschloss. Im Anschluss arbeitete er als wissenschaftlicher Assistent an der Hamburger Universität, wo er auch zum Dr. rer. pol. promovierte. Von 1963 bis 1967 war er als Direktionsassistent bzw. als kaufmännischer Leiter in einem Industriebetrieb in Lübeck tätig. Ab 1968 praktizierte er als selbständiger Steuerberater und Wirtschaftsprüfer in Lübeck-Travemünde. Diese Tätigkeit setzte er dann nach seinem Rücktritt als Minister fort.

## Politik
Biermann schloss sich 1974 der CDU an. Er wurde später zum Vorsitzenden der CDU Lübeck-Travemünde sowie zum Kreisvorsitzenden der CDU Lübeck gewählt und war seit 1982 Mitglied des Wirtschaftsrates der Christdemokraten. Nach seiner Wahl in die Lübecker Bürgerschaft 1982 wurde er 1983 zunächst Senator für Wirtschaft und Verkehr und 1985 dann Vorsitzender der dortigen CDU-Fraktion. Am 16. Dezember 1985 wurde er im Zuge einer Kabinettsumbildung als Minister für Wirtschaft und Verkehr in die von Ministerpräsident Uwe Barschel geführte Regierung des Landes Schleswig-Holstein berufen. Nachdem ihm vom stern und von den Sozialdemokraten vorgeworfen wurde, er habe gegen Wirtschaftsgesetze verstoßen, trat er am 9. Juni 1987 von seinem Ministeramt zurück. Darüber hinaus verzichtete er auch auf seine politischen Ämter in der Hansestadt Lübeck.

## Schriften
- Die Überschuldung als Voraussetzung der Konkurseröffnung. (= Die Unternehmung im Markt. Band 9). Duncker & Humblot, Berlin 1963. (zugleich Hamburg, Wirtschafts- und sozialwissenschaftliche Fachschaft, Dissertation vom 6. November 1963)